# 布拉濟鄉 (普拉霍瓦縣)
44°53′N 26°0′E / 44.883°N 26.000°E
布拉濟鄉（羅馬尼亞語：Comuna Brazi, Prahova），是羅馬尼亞的鄉份，位於該國中南部，由普拉霍瓦縣負責管轄，面積45平方公里，海拔高度132米，2007年人口8,293，人口密度每平方公里183人。